# Máriamajor
Máriamajor (szerbül Степановићево / Stepanovićevo, 1941-1944 között Horthyvára, 1941-ben rövid ideig Bácshadikfalva) Újvidék községhez tartozó falu Szerbiában, a Vajdaságban, a Dél-bácskai körzetben.

## Fekvése
Újvidéktől északnyugatra, Ókér és Kiszács közt fekvő település.

## Története
Az akkor Jugoszláviához tartozó újfutaki külterületet, Máriamajort 1935-ben alakították önálló községgé Степановићево (Sztepanovityevo) néven. A település 1941-ben a Jugoszláviától Magyarországhoz csatolt területek részeként magyar uralom alá került, nevét ekkor Bácshadikfalvára változtatták. Ez az elnevezés azonban rövid életű volt, mivel hamarosan bukovinai székelyeket telepítettek ide, és 1941. szeptember 25-étől Horthyvára lett a község neve.
A második világháború végén, a korábbi országhatár visszaállításával ismét Jugoszláviához került, a székelyeket ismét áttelepítették, és a szerb elnevezés lett ismét hivatalos.

## Népesség

### Demográfiai változások
| 1948 | 1953 | 1961 | 1971 | 1981 | 1991 | 2002 |
| ---- | ---- | ---- | ---- | ---- | ---- | ---- |
| 1965 | 1916 | 2169 | 2188 | 2096 | 2020 | 2214 |